# European Society of Arachnology
European Society of Arachnology (fr. Société Européenne d’Arachnologie) – międzynarodowe stowarzyszenie arachnologiczne.
Stowarzyszenie to zostało założone w 1980 roku jako Société européenne d’Arachnologie, a jego siedziba znajduje się we francuskim Nancy. Organizacja ta ma charakter naukowy, a jej celem jest wspieranie badań arachnologicznych i promowanie tej nauki przez wymianę informacji między różnymi badaczami i instytucjami.
Od 2006 ESoA corocznie wybiera europejskiego pająka roku (European Spider of the Year). Były nimi kwietnik (2006), wymyk szarawy (2007), kątnik domowy (2008), Hyptiotes paradoxus (2009), krzyżak ogrodowy (2010), lejkowiec labiryntowy (2011), sieciarz jaskiniowy (2012), gryziel tapetnik (2013), Linyphia triangularis (2014) i Anyphaena accentuata (2015).